# Chinesisch-iranische Beziehungen
Die chinesisch-iranischen Beziehungen bezeichnen die bilateralen Beziehungen zwischen der Volksrepublik China und der Islamischen Republik Iran. Die Kontakte der jeweiligen Vorgängerstaaten lassen sich über 2000 Jahre zurückverfolgen. Die Parther und die Sassaniden (die einen Großteil des heutigen Iran und Zentralasiens beherrschten) unterhielten wirtschaftliche, diplomatische und kulturelle Kontakte nach China, die bis in die Antike zurückreichen. Beide Zivilisationen hatten seit mindestens 200 v. Chr. und möglicherweise schon früher eine Geschichte des Austauschs entlang der Seidenstraße. Nach der Islamisierung Persiens hatten die Perser einen großen Einfluss auf den Islam in China. Im späten 20. Jahrhundert wurde die Grundlage für die im frühen 21. Jahrhundert sehr intensiven Beziehungen gelegt. Diese umfasste eine wirtschaftliche Kooperation und eine militärische und diplomatische De-Facto-Allianz. Die engen Beziehungen beider Staaten zu Russland haben zu Diskussionen über eine entstehende geopolitische Achse Moskau-Peking-Teheran geführt.

## Geschichte

### Frühgeschichte und vorislamisches Persien

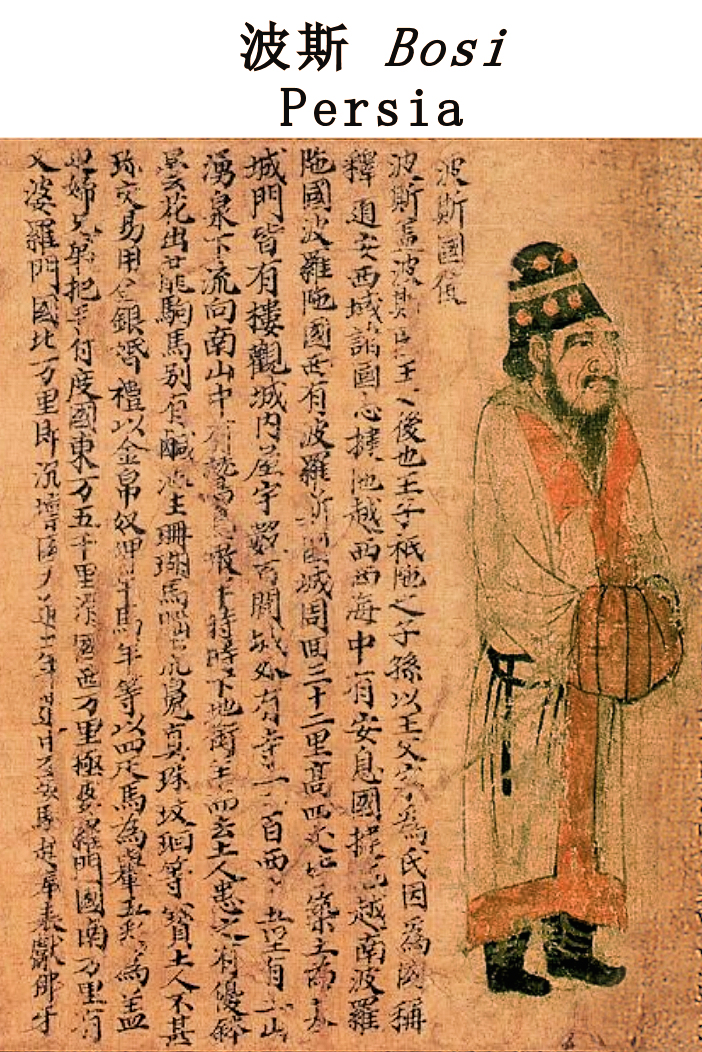
Chinesische Abbildung des persischen Botschafters aus dem 6. Jahrhundert

Der Diplomat und Entdecker Zhang Qian aus der Han-Dynastie, der 126 v. Chr. das benachbarte Baktrien und Sogdien besuchte, verfasste den ersten bekannten chinesischen Bericht über Parthien. Mit dem Sieg der Han im Krieg der Himmlischen Pferde gegen Dayuan wurde der Weg nach Westen frei und der kulturelle und wirtschaftliche Austausch zwischen beiden Zivilisationen über die Seidenstraße intensiviert sich. Die Parther entsendeten einen Botschafter nach China und spielten auch eine Rolle bei der Einführung des Buddhismus über die Seidenstraße von Zentralasien nach China. An Shih Kao, ein parthischer Adliger und buddhistischer Missionar, ging 148 n. Chr. in die chinesische Hauptstadt Luoyang, wo er Tempel errichtete und als erster buddhistische Schriften ins Chinesische übersetzte. Das persisch geprägte Königreich Kuschana wurde zum Knotenpunkt für chinesisch-persisch-indische buddhistische Kontakte und die Übersetzung von buddhistischer Literatur. In China ließen sich auch persische Händler nieder, so zum Beispiel in der Stadt Canton in Südchina oder dem chinesisch dominierten Vietnam. Auch unter den Sassaniden wurden die engen persisch-chinesischen Kontakte weitergeführt. In Südchina wurden zahlreiche sassanidische Münzen gefunden, welche enge Handelsbeziehungen belegen. Beide Reiche kooperierten bei der Sicherung des Handels über die Seidenstraße und kämpften gemeinsam gegen die Hephthaliten. Die letzten Mitglieder der königlichen Familie des Sassanidenreichs flohen nach Tang-China. Nach der Eroberung Persiens durch die muslimischen Araber entkam Peroz III., der Sohn von Yazdegerd III., zusammen mit einigen persischen Adligen und fand Zuflucht am chinesischen Kaiserhof. Sowohl Peroz als auch sein Sohn Narseh erhielten am Hof der Tang hohe Titel. Mindestens zweimal, das letzte Mal möglicherweise im Jahr 670, wurden chinesische Truppen mit Peroz entsandt, um ihm gegen die Araber zu helfen und ihn wieder auf den sassanidischen Thron zu setzen. Einer der Feldzüge endete möglicherweise in einer kurzen Herrschaft von Peroz in Sakastan (dem heutigen Sistan), von der nur wenige Zeugnisse erhalten sind. Narseh wurde später Kommandeur der chinesischen kaiserlichen Garde, und seine Nachkommen lebten in China als angesehene Adelige. Während des 6. und 7. Jahrhunderts gelangten über Kontakte zu Persien das Nestorianische Christentum, der Manichäismus, der Zoroastrismus und die Sportart Polo nach China. Die persische Dichtung beeinflusste zudem die chinesische Dichtung.

### Islamisches Persien und chinesische Kaiserreiche

Ausdehnung des Mongolenreiches

Nach der islamischen Eroberung Persiens blühte Persien während des islamischen Goldenen Zeitalters wieder auf, und die Kontakte zu China wurden fortgesetzt. Im Jahr 751 stritten sich das Abbasiden-Kalifat, das Persien regierte, und die chinesischen Tang in der Schlacht am Talas um die Kontrolle der Region um Syrdarja. Nach dem Sieg der Abbasiden verbessern sich die Beziehungen wieder. Durch das Mongolenreich verstärkte sich der Kontakt zwischen Persien und China im 13. Jahrhundert durch die Pax Mongolica. Eine große Anzahl zentralasiatischer und persischer Soldaten, Experten und Handwerker wurde von der mongolischen Yuan-Dynastie in China angeworben. Einige von ihnen bekleideten wichtige offizielle Posten in der staatlichen Verwaltung der Yuan. Einer von ihnen, Sayyid Adschall Schams ad-Din Umar, wurde der Gouverneur Yunnans und spielt eine wichtige Rolle bei der Verbreitung des Islams in China. Auch einer seiner Nachfahren, der Admiral Zheng He, war persischer Abstammung. Am Hofe des persisch-mongolischen Ilchane waren im Gegenzug zahlreiche Chinesen tätig. Die Yuan-Dynastie und das Ilchanat unterhielten sehr enge Beziehungen mit nahezu jährlichen diplomatischen Besuchen. In dieser Blütezeit des kulturellen und wirtschaftlichen Austauschs gelangten arabische und persische Alchemie, Mathematik, euklidische Geometrie, Medizin und Pharmakologie nach China. Im Jahr 1289 gründete Kublai Khan in Peking eine muslimische Universität. Persische Werke wurden massenhaft ins Chinesische übersetzt, von denen einige heute in der Universitätsbibliothek Peking aufbewahrt werden. Während der Ming-Dynastie (1368–1644) wurde chinesisches Porzellan im großen Stil nach Persien exportiert. Durch Kopien chinesischer Produkte entstand auch eine eigene bedeutende Keramikindustrie in Persien, die bis ins 17. Jahrhundert global wettbewerbsfähig blieb. Die Kunst der Safawiden (1501–1722) war von der chinesischen Kunst und Kultur beeinflusst. Schah Abbas beschäftigte Hunderte von chinesischen Handwerkern in seiner Hauptstadt Isfahan mit Einflüssen auf Metallarbeiten, Miniaturmalerei, Kalligrafie, Glasarbeiten, Fliesenarbeiten und Töpferwaren. Im 18. Jahrhundert gelangten sowohl China unter der Qing-Dynastie als auch Persien unter westlichen Einfluss und Vorherrschaft, was in der nationalen Historiographie beider Länder später als Demütigung empfunden wurde. Aufgrund der ähnlichen Situation beider Länder erregte die Konstitutionelle Revolution (1905–1911) in Persien große Aufmerksamkeit in China und beeinflusste die chinesischen Nationalisten.

### Moderne chinesisch-iranische Beziehungen

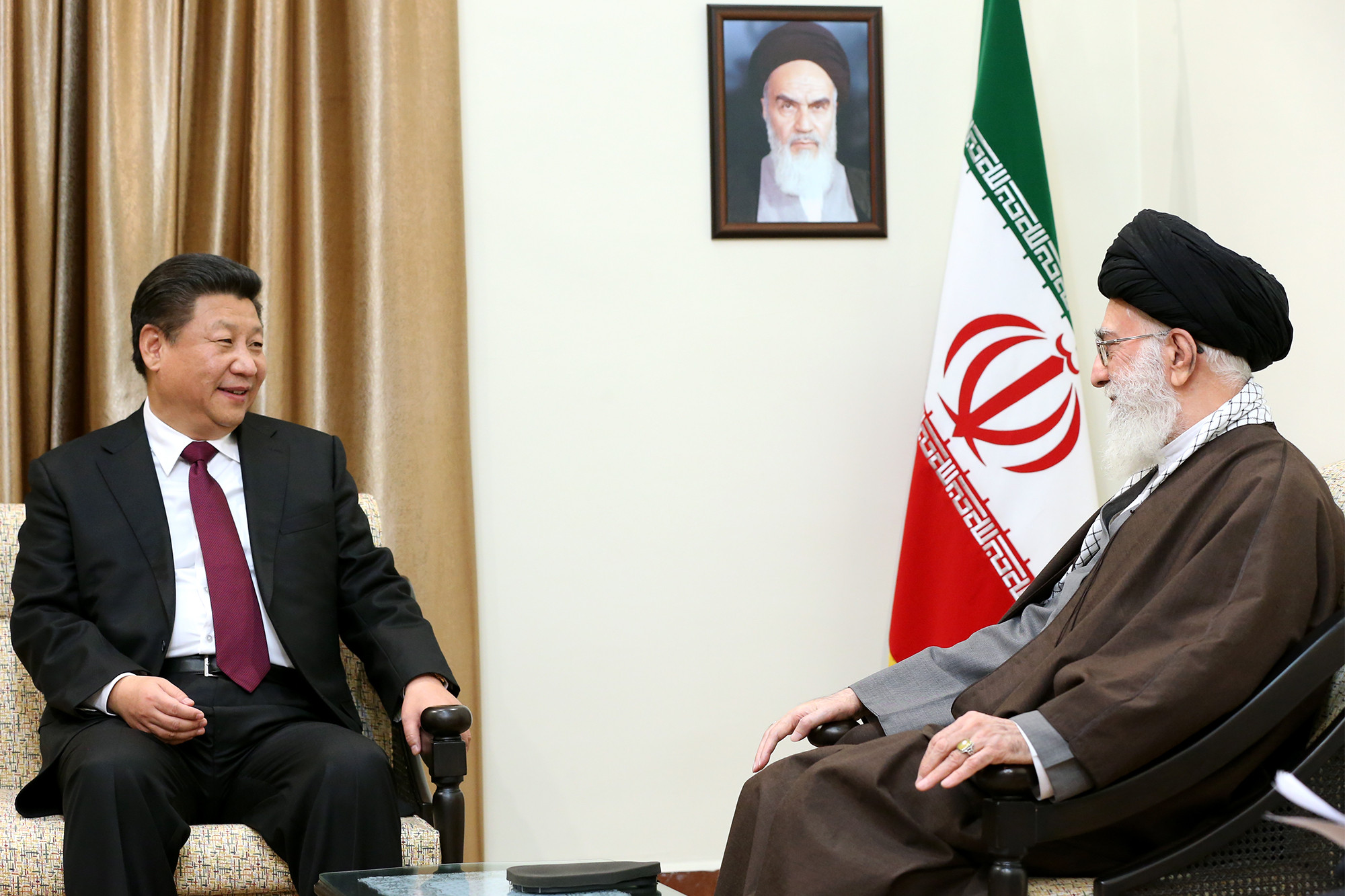
Xi Jinping und Ali Chamenei (2016)

Das unter Schah Mohammad Reza Pahlavi in Iran umbenannte Persien nahm im Jahre 1971 diplomatische Beziehungen mit der Volksrepublik China auf, nachdem es zuvor die Republik China anerkannt hatte, trotz der ideologischen Unterschiede zwischen dem iranischen Kaiserreich und dem kommunistischen China. Nach dem Sturz des Schahs in der islamischen Revolution 1979 kam im Iran ein radikal-schiitisches Regime unter Ruhollah Chomeini an die Macht. Die Islamische Republik etablierte in Folge ein Zweckbündnis mit der staatsatheistischen Volksrepublik, um seiner außenpolitischen Isolation und einem westlichen Waffenembargo entgegenzuwirken. Während des Iran-Irak-Kriegs (1980–1988) erwarb der Iran chinesische Waffensysteme, wobei die Chinesen gleichzeitig auch Waffen an die Iraker lieferten. Mit dem durch das iranische Atomprogramm ausgelösten westlichen Boykott des Landes und dem rasanten Aufstieg der chinesischen Wirtschaft in den 1990er und 2000er Jahren wurde China für das iranische Regime zu einem wichtigen Partner. 2005 wurden mehrere chinesische staatliche Erdölgesellschaften im Iran aktiv. China wurde 2009 zum wichtigsten Handelspartner des Irans und beide Länder kooperieren militärisch und politisch eng. So trat der Iran der Shanghaier Organisation für Zusammenarbeit bei und schloss sich der chinesischen Belt and Road Initiative („neue Seidenstraße“) an. Diplomatisch unterstützen sich beide Regierungen gegenseitig. China lehnt die internationalen Sanktionen gegen den Iran ab, umgeht diese aktiv und nutzte sein Vetorecht im Sicherheitsrat der Vereinten Nationen zum Schutz iranischer Interessen. Im Gegenzug unterstützte der Iran die geopolitischen Interessen Chinas, zum Beispiel die Niederschlagung der Proteste in Hongkong und billigte trotz seiner islamistischen Ausrichtung auch die Verfolgung und Umerziehung der Uiguren in China. Juli 2019 genehmigte der Iran die Visumfreiheit für alle chinesischen Staatsangehörigen, einschließlich derjenigen in Hongkong und Macau, wobei China eines von zwölf Ländern ist, die direkten visumfreien Zugang zum Iran haben. Im März 2021 unterzeichneten beide Länder ein strategisches Partnerschaftsabkommen mit einer 25-jährigen Laufzeit. Mit einem von China vermitteltem Abkommen nahmen Saudi-Arabien und der Iran im März 2023 wieder diplomatische Beziehungen auf. Im August 2023 wurde bekannt, dass der Iran im Januar 2024 den BRICS-Staaten beitreten wird, eine Entscheidung, die vom BRICS-Mitglied China befürwortet wurde.

## Wirtschaftsbeziehungen
Die Volksrepublik China ist für den Iran der wichtigste Wirtschafts- und Handelspartner. Der offizielle Handel zwischen beiden Ländern lag 2022 bei knapp 20 Milliarden US-Dollar (2014 waren es noch 66 Milliarden US-Dollar) und war in der Vergangenheit stark vom Ölpreis in den Sanktionen gegen den Iran abhängig. China ist der größte Abnehmer von iranischem Erdöl und 58 % aller Rohölexporte gingen 2022 nach China. Zwischen beiden Ländern besteht seit den 1980er Jahren auch eine Zusammenarbeit im Bereich der Kernenergie, was aufgrund der atomaren Ambitionen des Irans auch große politische Brisanz besitzt. Ein 1992 geschlossenes Abkommen zum Bau zweier chinesischer Atomkraftwerke wurde nicht verwirklicht. Beide Länder arbeiten auch eng bei der Entwicklung von Infrastruktur zusammen, so war das chinesische Unternehmen Norinco am Bau der U-Bahn Teheran beteiligt. Aus einem durchgesickerten Dokument zu einer 25-jährigen strategischen Partnerschaft geht hervor, dass China massiv in die iranische Infrastruktur, den Verkehr und die Seehäfen investieren wird. Im Gegenzug soll der Iran sein Öl regelmäßig zu stark reduzierten Preisen liefern, wofür die Chinesen 400 Milliarden US-Dollar in die petrochemische Industrie des Irans investieren möchten.
Für China wurde der Iran 2017 von der New York Times als das Zentrum seiner Seidenstraßen-Initiative ausgemacht. So planen Iraner und Chinesen Ürümqi mit Teheran per Bahn zu verbinden und eine Verbindung zwischen Kasachstan, Kirgisistan, Usbekistan und Turkmenistan herzustellen (Fünf-Nationen-Eisenbahn). Bei einem weiteren Testlauf im Jahr 2016 dauerte es 12 Tage, um Fracht von Shanghai nach Teheran zu befördern, während es auf dem Seeweg 30 Tage gedauert hätte. Tatsächlich hatte der Iran bis 2023 aber kaum Investitionen für das Seidenstraßenprojekt erhalten.
Beide Länder wollen im bilateralen Handel den US-Dollar durch andere Währungen wie den Renminbi ersetzten und haben sich gegen die US-amerikanischen Wirtschaftssanktionen gegen den Iran ausgesprochen.

## Militärische Beziehungen
In den 1990er Jahren erregten die Beziehungen zwischen China und dem Iran die Aufmerksamkeit der Vereinigten Staaten. Dabei wurde bekannt, dass China während des iranisch-irakischen Krieges Nordkorea für den Waffenhandel nutzte, um den Westen nicht zu verärgern, später aber diesen Mittelsmann überging. In den Jahren 1984–1986 wurden Waffen im Wert von 1 bis 2 Milliarden Dollar verkauft. 1986 erwarb der Iran in China hergestellte Boden-Boden-Raketen, die eine Bedrohung für die Schifffahrt im Persischen Golf darstellten. Durch den Besitz dieser Raketen ist der Iran in der Lage, die Straße von Hormuz und den gesamten Seehandel der Golfstaaten zu stören. China soll auch chemische und biologische Waffen an den Iran verkauft haben. Mit der engen politischen Partnerschaft beider Länder wurden militärischen Beziehungen ab 2000 weiter vertieft und 2017 hielten beide Streitkräfte erstmals gemeinsame Seemanöver ab. Im Januar 2022 hielten der Iran, China und Russland ihre dritte gemeinsame Marineübung im nördlichen Indischen Ozean ab. Die drei Länder begannen 2019 mit gemeinsamen Marineübungen im Indischen Ozean und im Gebiet des Golfs von Oman.

## Kulturbeziehungen
Der iranisch-chinesische kulturelle Austausch geht Jahrtausende zurück und Kultur uns Kunst beider Nationen beeinflussten sich gegenseitig. Vor allem durch den Handel auf der Seidenstraße übernahmen die Chinesen einige persische Wörter für exotische Waren und Tiere ins Chinesische, so sind die Wörter für Löwe (狮子 shīzi), Spinat (菠菜 bōcài) und Traube (葡萄 pútáo) jeweils persischen Ursprungs. Im 21. Jahrhundert ist mit den guten Beziehungen beider Länder auch die chinesische Soft Power im Iran gewachsen. So wurden an der Universität Teheran und der Universität Mazandaran eigene Konfuzius-Institute eröffnet.